# Höhere Lehranstalt für wirtschaftliche Berufe
Eine Höhere Lehranstalt für wirtschaftliche Berufe (HLW) oder Höhere Bundeslehranstalt für wirtschaftliche Berufe (HBLW Wirtschaft), bzw. Höhere Schule für wirtschaftliche Berufe (HWS) ist eine Berufsbildende höhere Schule (BHS) in Österreich.

## Bildungsinhalte und Schulprofile
Die 5-jährige Ausbildung an der Höheren Lehranstalt für wirtschaftliche Berufe vermittelt ihren Absolventinnen und Absolventen Kenntnisse und Fertigkeiten, die zur Ausübung gehobener Berufe in den Bereichen Wirtschaft, Tourismus, Ernährung und Verwaltung befähigen.
Die offizielle Kurzbezeichnung ist HLW. Die HLW gehört zum Bereich der Humanberuflichen Schulen in Österreich, die von Schülerinnen und Schülern zwischen 14 und 19 Jahren besucht wird. Sie dauert 5 Jahre und schließt mit der Reife- und Diplomprüfung (=Matura) ab. Neben einer Allgemeinbildung bietet sie jedenfalls eine wirtschaftliche Ausbildung und zwei bzw. drei lebende, meist berufsbezogene, Fremdsprachen.
Die Ablegung der Reife- und Diplomprüfung berechtigt zum Studium an Universitäten, Akademien und Fachhochschulen, äquivalent zu dem Abschluss einer AHS. Durch die wirtschaftliche Ausbildung entfällt Absolventen die Unternehmerprüfung für selbständige Tätigkeiten in allen nicht reglementierten Gewerben (Gewerbeberechtigung).
Jede HLW verfügt über einen autonomen Ausbildungsschwerpunkt – klassischerweise ist dieser aus dem Bereich Tourismus und Gastronomie, jedoch gibt es auch immer mehr Schulen mit Schwerpunkten aus anderen Branchen – wie beispielsweise Kommunikations- und Mediendesign, Sozialmanagement, Fitness oder Business.
Diese Schwerpunkte beinhalten Berufsausbildungen, welche in der Praxis facheinschlägigen Lehrberufen gleichgesetzt werden können.

## Schulen
Burgenland
- Höhere Lehranstalt für wirtschaftliche Berufe Theresianum, Eisenstadt (Theresianum Eisenstadt)
- Höhere Bundeslehranstalt für wirtschaftliche Berufe Güssing (Ecole Güssing)
- Höhere Bundeslehranstalt für wirtschaftliche Berufe und Tourismus, Neusiedl am See (Pannoneum)
- Höhere Lehranstalt für wirtschaftliche Berufe, Pinkafeld (HLW Pinkafeld)
- Höhere Lehranstalt für wirtschaftliche Berufe Oberwart (Reit-HLW Oberwart, HLW Aktiv+ Oberwart)[6]

Kärnten
- Höhere Lehranstalt für Wirtschaft & Mode, Klagenfurt (WI’MO Klagenfurt)
- Höhere Lehranstalt für wirtschaftliche Berufe, Kärntner Caritasverband, Klagenfurt (HLW Caritas)
- Höhere Lehranstalt für wirtschaftliche Berufe, Konvent der Schulschwestern, Sankt Jakob im Rosental (HLW St. Peter)
- Höhere Bundeslehranstalt für wirtschaftliche Berufe, Spittal an der Drau (HLW Spittal/Drau)
- Höhere Bundeslehranstalt für wirtschaftliche Berufe, St. Veit an der Glan (HLW St. Veit an der Glan)
- Höhere Bundeslehranstalt für wirtschaftliche Berufe Hermagor (HLW Hermagor)
- Höhere Bundeslehranstalt für wirtschaftliche Berufe, Medien, Mode und Kunst, Villach (CHS Villach)
- Höhere Bundeslehranstalt für wirtschaftliche Berufe, Wolfsberg (HLW Wolfsberg)

Niederösterreich
- Höhere Lehranstalt für wirtschaftliche Berufe Amstetten
- Höhere Lehranstalt für wirtschaftliche Berufe Baden
- Höhere Lehranstalt für wirtschaftliche Berufe Stadt Haag
- Höhere Lehranstalt für wirtschaftliche Berufe Biedermannsdorf
- Höhere Lehranstalt für wirtschaftliche Berufe Hollabrunn
- Höhere Lehranstalt für wirtschaftliche Berufe Horn
- Höhere Lehranstalt für wirtschaftliche Berufe Krems an der Donau
- Höhere Lehranstalt für wirtschaftliche Berufe Mistelbach
- Höhere Lehranstalt für wirtschaftliche Berufe Pressbaum
- Höhere Lehranstalt für wirtschaftliche Berufe Türnitz
- Höhere Lehranstalt für wirtschaftliche Berufe Wiener Neustadt
- Höhere Lehranstalt für Umwelt und Wirtschaft Yspertal
- Höhere Lehranstalt für wirtschaftliche Berufe Zwettl

Oberösterreich
- Höhere Lehranstalt für wirtschaftliche Berufe Braunau (HLW Braunau)
- Höhere Lehranstalt für wirtschaftliche Berufe und Fachschule für wirtschaftliche Berufe Steyr (HLW Steyr)
- Höhere Bundeslehranstalt für wirtschaftliche Berufe Linz-Auhof (HLW Linz-Auhof)
- Höhere Lehranstalt für wirtschaftliche Berufe der Kreuzschwestern Linz (Mediendesignschule Linz)[10]
- Höhere Lehranstalt für wirtschaftliche Berufe Perg
- Höhere Lehranstalt für wirtschaftliche Berufe Bad Ischl
- Höhere Lehranstalt für wirtschaftliche Berufe Freistadt (HLW Freistadt, HLK Freistadt)[11]

Salzburg
- Höhere Bundeslehranstalt und Bundesfachschule für wirtschaftliche Berufe und Bundesfachschule für Mode Bekleidungstechnik, Salzburg (HLWM Annahof)
- Höhere Bundeslehranstalt für wirtschaftliche Berufe Saalfelden (HBLW Saalfelden)

Steiermark
- Höhere Lehranstalt und Fachschule für wirtschaftliche Berufe Deutschlandsberg
- Höhere Lehranstalt für wirtschaftliche Berufe Feldbach
- Höhere Lehranstalt für wirtschaftliche Berufe Fohnsdorf
- Höhere Lehranstalt für wirtschaftliche Berufe Leoben
- Höhere Lehranstalt für wirtschaftliche Berufe Krieglach
- Höhere Lehranstalt für wirtschaftliche Berufe Graz (HLW Schrödinger)
- Höhere Bundeslehranstalt für wirtschaftliche Berufe Voitsberg (HLW Lipizzanerheimat)
- Höhere Lehranstalt für wirtschaftliche Berufe Weiz

Tirol
- Höhere Bundeslehranstalt für wirtschaftliche Berufe Innsbruck, Techniker Straße
- Höhere Bundeslehranstalt für wirtschaftliche Berufe und für Mode Innsbruck, Weinhartstraße (Ferrarischule)

Vorarlberg
- Höhere Lehranstalt für wirtschaftliche Berufe, Sacré Coeur Riedenburg, Bregenz
- Höhere Lehranstalt für wirtschaftliche Berufe, Institut St. Josef, Feldkirch
- Höhere Lehranstalt für wirtschaftliche Berufe, Rankweil, Negrellistraße
- Höhere Lehranstalt für wirtschaftliche Berufe Marienberg, Bregenz (HLW Marienberg)

Wien
- Höhere Lehranstalt für wirtschaftliche Berufe, Wien 3, Erdbergstraße (HLW3, St. Franziskus)
- Höhere Lehranstalt für wirtschaftliche Berufe, Wien 9, Michelbeuerngasse 12 (HLMW9)
- Höhere Lehranstalt für wirtschaftliche Berufe, Caritas Ausbildungszentrum für Sozialberufe, Wien 9, Seegasse
- Höhere Bundeslehranstalt für wirtschaftliche Berufe, Wien 10, Reumannplatz (HLW10 Reumannplatz)
- Höhere Bundeslehranstalt für wirtschaftliche Berufe und Tourismus Bergheidengasse, Wien 13 (HLTW 13)
- Höhere Bundeslehranstalt für wirtschaftliche Berufe Kalvarienberg, 1170 Wien
- Höhere Bundeslehranstalt für wirtschaftliche Berufe, Wien 19, Straßergasse (HLW 19)
- Höhere Lehranstalt für wirtschaftliche Berufe und Tourismus, Wien 22 (Hertha Firnberg Schulen)
- Höhere Lehranstalt für wirtschaftliche Berufe, Schulverein Institut Sancta Christiana, 1230 Wien